# Pavetta wallichiana
Pavetta wallichiana là một loài thực vật có hoa trong họ Thiến thảo. Loài này được Steud. mô tả khoa học đầu tiên năm 1841.